# Августин (Никитин)
Августи́н (в миру — Дми́трий Евге́ньевич Ники́тин; 14 сентября 1946, Ленинград) — архимандрит Русской православной церкви, богослов и церковный историк. Кандидат богословия, доцент Санкт-Петербургской духовной академии.

## Биография
Окончил физический факультет Ленинградского государственного университета (1969), Ленинградскую духовную академию со степенью кандидата богословия (1975; тема кандидатской работы: «Православное учение о примирении между Богом и человеком»).
Был иподиаконом митрополита Ленинградского и Новгородского Никодима (Ротова), при его содействии поступил в духовную академию, что было непросто для человека с высшим светским образованием. После кончины владыки Никодима подготовил библиографию его трудов, автор воспоминаний о его деятельности.
28 октября 1973 года был пострижен в монашество, с 4 ноября 1973 года — иеродиакон, с 14 ноября 1974 года — иеромонах.
С 1975 года — преподаватель, с 1980 года — доцент, с 1983 года — заведующий кафедрой общей церковной истории Ленинградской (затем — Санкт-Петербургской) духовной академии. Автор курсов по предметам «Сектоведение», «История западных исповеданий», «Богословие протестантизма», «Католическое богословие».
В 1983—1986 годах, одновременно, инспектор Ленинградской духовной академии.
В 1977—1981 — член Богословской комиссии по подготовке всеправославно-лютеранского диалога.
В 1977—1983 годах — вице-президент «Синдесмоса» (Всемирного братства православной молодёжи), член комиссии Всемирного совета церквей по диалогу с представителями нехристианских религий.
С 1980 года — член комиссии Конференции европейских церквей «Ислам в Европе».
С 1991 года — действительный член Русского географического общества.
Помимо преподавательской деятельности в Санкт-Петербургской духовной академии, читает лекции в высших учебных заведениях Санкт-Петербурга, принимает участие в региональных, всероссийских и международных конференциях и семинарах.
Является автором нескольких сотен статей и ряда монографий. Основная тема исследования — история связей Русской православной церкви со странами Запада и Востока.
Путешественник, посетил многие страны, автор путевых очерков, опубликованных в журналах «Эхо планеты» и «Странник». Публиковал статьи в журнале «Азия и Африка сегодня».
Является членом попечительского совета Свято-Филаретовского православно-христианского института

## Труды
- Проповедь на Вознесение Господне // Журнал Московской Патриархии. — 1974. — № 5. — С. 22—23.
- Молитва в Ленинграде о христианском единстве // Журнал Московской Патриархии. 1976. — № 4. — С. 61-64.
- Собеседование с представителями «Пакс Кристи Интернационалис» в Ленинграде // Журнал Московской Патриархии. 1976. — № 9. — С. 45-50.
- Визит в Финляндию (продолжение молодёжной богословской работы на межцерковном уровне) // Журнал Московской Патриархии. 1977. — № 7. — С. 44-47.
- Межправославная консультативная встреча на Кипре // Журнал Московской Патриархии. 1978. — № 6. — С. 53-56. (в соавторстве с Н. Тетерятниковым)
- IX Генеральная Ассамблея Синдесмоса // Журнал Московской Патриархии. 1978. — № 9. — С. 55-57
- Снова в стране озёр // Журнал Московской Патриархии. 1978. — № 11. — С. 40-44.
- Православное учение о примирении между Богом и человеком // Богословские труды. М., 1978. — № 18. — С. 188—222
- Знакомство с Римской курией // Журнал Московской Патриархии. 1979. — № 3. — С. 55-62. (в соавторстве с А. И. Осиповым)
- На пути к православно-лютеранскому диалогу // Журнал Московской Патриархии. 1979. — № 3. — С. 66-69.
- О диалоге с представителями неихристианских религий и идеологий // Журнал Московской Патриархии. 1979. — № 8. — С. 65-68.
- Библиография трудов митрополита Никодима [библ. 213] // Богословские труды. М., 1979. — № 20. — С. 241—248.
- Перековать мечи на орала — практические пути к миру [о молодёжной конференции «Пакс Кристи интернационалис»] // Журнал Московской Патриархии. 1980. — № 4. — С. 44-46.
- Конференция Синдесмоса в Монжероне // Журнал Московской Патриархии. 1980. — № 4. — С. 34-37.
- Подготовка всеправославно-лютеранского диалога // Журнал Московской Патриархии. 1980. — № 5. — С. 54-57.
- Встреча членов Синдесмоса в Финляндии // Журнал Московской Патриархии. 1980. — № 6. — С. 43-47.
- Встреча членов комиссии ВСЦ по диалогу с представителями нехристианских религий и идеологий // Журнал Московской Патриархии. 1980. — № 7. — С. 63-68.
- Международная конференция в ГДР молодых богословов // Журнал Московской Патриархии. 1980. — № 10. — С. 50-54.
- Христианско-мусульманский молодёжный семинар в Боссэ // Журнал Московской Патриархии. 1980. — № 10. — С. 55-57.
- Преподобный Венедикт Нурсийский (480—543) (к 1500-летнему юбилею) // Богословские труды. 1980. — № 21. — С. 221—240.
- Неделя в Исландии — стране льдов и гейзеров // Журнал Московской Патриархии. 1981. — № 5. — С. 52-54.
- Положение женщин в Церкви (в связи с экуменической дискуссией) // Журнал Московской Патриархии. 1981. — № 6. — С. 55-62.
- Поездка в ГДР на собеседование «Загорск-4» // Журнал Московской Патриархии. 1981. — № 7. — С. 58-61.
- Русские паломники на Афоне // Журнал Московской Патриархии. 1981. — № 11. — С. 26-29.
- Начало Всеправославно-лютеранского диалога // Журнал Московской Патриархии. 1982. — № 3. — С. 62-64
- В гостях у христиан Индонезии // Журнал Московской Патриархии. 1982. — № 6. — С. 68-70
- Православно-мусульманское собеседование в Ленинграде // Журнал Московской Патриархии. 1982. — № 10. — С. 53-54.
- Православно-мусульманское собеседование в Ташкенте // Журнал Московской Патриархии. 1983. — № 12. — С. 44-45.
- Вопросы христианского единства в деятельности Петербургской — Ленинградской Духовной школы (1809—1984) // «Богословские труды». Юбилейный сборник, посвященный 175-летию ЛДА. 1986. — С. 35-95.
- Епископ Порфирий (Успенский) и Древние Восточные Церкви (к 100-летию со времени кончины) // Журнал Московской Патриархии. 1986. — № 2. — С. 68-75.
- В Неделю ваий // Журнал Московской Патриархии. 1986. — № 4. — С. 45-46.
- Русский археологический институт в Константинополе // Богословские труды. М., 1986. — № 27. — С. 266—293
- С визитом дружбы в Юго-Восточную Азию // Журнал Московской Патриархии. 1987. — № 3. — С. 62-64.
- В Неделю 23-ю по Пятидесятнице (Лк. 8, 26-39) // Журнал Московской Патриархии. 1987. — № 11. — С. 48-50.
- Синайский кодекс Библии (история открытия) // Журнал Московской Патриархии. 1987. — № 12. — С. 71-75.
- О почитании святых в Русской Православной Церкви (из истории русско-скандинавских церковных связей) // Богословские труды. М., 1987. — № 28. — С. 246—261.
- Русская библейская археология (введение в историю открытий русских ученых в Палестине) // Журнал Московской Патриархии. 1988. — № 1. — С. 71-73; № 2. — С. 72-73; № 3. — С. 70-72; № 4. — С. 69-71; № 5. — С. 69-71. (с Александром Мумриковым и диаконом А. Соловьёвым)
- Богословско-миротворческое собеседование в Бельгии // Журнал Московской Патриархии. 1988. — № 2. — С. 46-52.
- Россия и США: двести лет религиозных и культурных связей // Журнал Московской Патриархии. 1988. — № 6. — С. 58-63.
- III Международная научная церковная конференция в Ленинграде // Журнал Московской Патриархии. 1988. — № 8. — С. 25-27; № 9. — С. 47-51; № 10. — С. 15-20; № 11. — С. 10-14.
- 350 лет Армянской Духовной школе // Журнал Московской Патриархии. 1989. — № 1. — С. 56-59.
- Празднование 1000-летия Крещения Руси в Польской Православной Церкви // Журнал Московской Патриархии. 1989. — № 2. — С. 50-51.
- «Исследуйте Писания…» (Ин. 5, 39) // Журнал Московской Патриархии. 1989. — № 5. — С. 36-37.
- Юбилейный конгресс в Фессалониках // Журнал Московской Патриархии. 1989. — № 5. — С. 45-47.
- Мир — через доверие (V ассамблея Всемирной конференции «Религия и мир») // Журнал Московской Патриархии. 1989. — № 7. — С. 43-46.
- Христианско-мусульманские отношения // Журнал Московской Патриархии. 1989. — № 9. — С. 66-67.
- Близкая далекая Индия // Журнал Московской Патриархии. 1989. — № 11. — С. 63-64.
- Русско-датские церковные связи // Из истории православия к северу и западу от Великого Новгорода: сборник церковно-исторических статей. — л. : [б. и.], 1989. — 270 с. — С. 45-74.
- Россия и Исландия (Из истории православно-лютеранских отношений) // Из истории православия к северу и западу от Великого Новгорода: сборник церковно-исторических статей. — л. : [б. и.], 1989. — 270 с. — С. 75-84.
- Церковные празднества на невских берегах // Журнал Московской Патриархии. 1989. — № 12. — С. 12-14.
- Из истории русско-французских церковных связей (К 1000-летию Крещения Руси) // Символ. Журнал христианской культуры, 1989. — № 21. — С. 179—194.
- Митрополит Евгений (Болховитинов) и эпоха Крещения Руси // Вестник Ленинградской духовной академии. М., 1990. — № 1. — С. 40-50.
- Возрождение Петербургского Иоанновского монастыря // Вестник Ленинградской духовной академии. 1990. — № 2. — С. 151—161.
- Первая славянская печатная Библия (к 500-летию издания) // Журнал Московской Патриархии. 1990. — № 3. — С. 72-74; № 4. — С. 73; № 5. — С. 74-75.
- Иоанновский монастырь в городе на Неве // Журнал Московской Патриархии. 1990. — № 10. — С. 24-25.
- Франциск Скорина и Пражская Библия (к 500-летию со дня рождения) // Журнал Московской Патриархии. 1990. — № 11. — С. 72-74.
- Новгород Великий и Скандинавия // Богословские труды. М., 1990. — № 30. — С. 176—199.
- К Святой Земле под парусом «Надежды» // Журнал Московской Патриархии. 1991. — № 3. — С. 53—60.
- Русская Америка // Русское возрождение. Нью-Йорк-Москва-Париж. 1992—1993. № IV—I (60—61). — С. 193—213.
- Россия и Базель (к 700-летию истории швейцарского государства) // Журнал Московской Патриархии. 1991. — № 11. — С. 62—64.
- Взаимоотношение христианства и культуры // Православная община. 1991. — № 5 — С. 50-67; 1991. — № 6 — С. 70-78.
- Новгород Великий и православная миссия (11-16 вв.) // Путь Православия. М., 1993. — № 2. — С. 144—182.
  - Новгород Великий и православная миссия // София. 2000. — № 1 — С. 23-25; № 2 — С. 19-21.
- От Софии — к Софии. История Софийского собора в Новгороде // София. 1993. — № 7 (август-октябрь). — С. 7—12.
- Православие у корейцев Забайкалья и Приамурья // История Российской духовной миссии в Корее: сборник статей. — М. : Свято-Владимирское Братство, 1999. — 374 с. — С. 150—170.
- Православная миссия Великого Новгорода // Журнал Московской Патриархии. 1993. — № 3. — С. 51—60.
- Санкт-Петербургская Духовная Академия и Российская Духовная миссия в Пекине: архимандрит Гурий (Карков) (1814—1882). // Православие на Дальнем Востоке. 275-летие Российской Духовной миссии в Китае. — СПб, 1993.
- Немецкая община в Великом Новгороде. О влиянии немецких купцов на быт и культуру Великого Новгорода // София. 1994. — № 1 (9) (январь-март) — С. 14.
- Новгород и Италия // София. 1994. — № 3 (июль-сентябрь) — С. 11.
- Синайский монастырь и Россия (Русская благотворительность Синайской обители) // Россия, Запад и мусульманский восток в Новое время: Сборник статей / Санкт-Петербургский государственный университет, Восточный ф-т. — СПб.: Андреев и сыновья, 1994. — 173 с. — С. 91-121
- Кронштадт в записках иностранцев // По материалам традиционных христианских пушкинских чтений / ред. Э. С. Лебедева. — СПб.: Санкт-Петербургский центр православной культуры, 1995. — С. 89—93
- Русские в Святой Земле // По материалам традиционных христианских пушкинских чтений / ред. Э. С. Лебедева. — СПб.: Санкт-Петербургский центр православной культуры, 1995. — С. 93—123
- Филермская икона Божьей Матери // По материалам традиционных христианских пушкинских чтений / ред. Э. С. Лебедева. — СПб.: Санкт-Петербургский центр православной культуры, 1995. — С. 123—129
- Русский миссионер в Индии. Архимандрит Андроник (Елпидинский) // Православная община. 1995. — № 29 — С. 33-47
- Новгородские колокола и их судьбы : по запискам Генриха Штандена — опричника из Вестфалии // София. 1995. — № 1 (13) (январь-март) — С. 15.
- Новгород и Италия. Новгород Великий в записках итальянцев // София. 1996. — № 1 (17) (январь-март) — С. 10-11
- Неаполь : встреча Востока и Запада // София. 1996. — № 2 (18) (апрель-июнь) — С. 15.
- Фавор и Новгород Великий. Почитание галилейской горы Фавор // София. 1996. — № 3 (19) (июль-сентябрь) — С. 4.
- Чин пещного действа в Великом Новгороде // София. 1996. — № 4 (20) (октябрь-декабрь) — С. 4.
- Тэй Нинь — духовный центр каодаизма // Страницы. М., 1996. — № 2. — С. 132—140
- Ватиканская библиотека и Россия: История библиотеки и описание её коллекций // Страницы. М., 1996. — № 4. — С. 68-79
- Русская православная миссия в Корее // Православная община, М., 1996. — № 5. — С. 34—52
- Декларация об отношении Церкви к нехристианским религиям и деятельность Православной церкви в этой области // Теология: богословский журнал. — М. : Колледж католической теологии имени святого Фомы Аквинского, 1996. — № 6 (январь-июнь) — С. 75-81
- Россия и Норвегия. (Обзор церковных связей) // Первые скандинавские чтения. СПб. 1997.
- Россия и Запад: (Встреча богословской мысли) Краткий обзор истории взаимоотношений РПЦ с Церквами Запада // Путь Православия. 1997. — № 5. — С. 150—177
- Святитель Иннокентий (Вениаминов) — апостол Америки: (К 200-летию со дня рождения) // Страницы. 1997. Т. 2. — № 3. — С. 403—407
- Россия и Сорбонна. История контактов богословов Сорбонны с рус. церк. иерархами в XVIII в. по вопросу соединения Церквей // Страницы. М., 1997. Т. 2. — № 1. — С. 82-94
- Афон и Русская Православная Церковь (обзор церковно-литературных связей) [библ. 130] // Богословские труды. 1997. — № 33. — С. 76-109.
- Встречи с прот. Иоанном Кронштадтским // Страницы. 1998. Т. 3. — № 1. — С. 55-60
- Василий Карпов — современник Пушкина: (К 200-летию со дня рождения В. Н. Карпова) В. Н. Карпов (1798—1867) — профессор философии в СПбДА // Страницы. М., 1998. Т. 3. — № 4. — С. 608—620
  - Василий Карпов. Очерк жизни и деятельности. (К 200-летию со дня рождения русского философа). // Журнал «Вече», № 11, 1998.
- А. С. Пушкин и св. Франциск Ассизский: Францисканские мотивы в русской поэзии // Страницы. М., 1998. — Т. 3. — № 2. — С. 239—255
- Русская библейская археология в Палестине. Публ. отрывка из текста, полностью изданного в: «Богословские труды». 1999. — № 35. С. 64-91 // Мир Библии. 1998. — № 5. — С. 102—111
- Почитание Святого благоверного князя Александра Невского в Петербурге // Духовный труженик: А. С. Пушкин в контексте русской культуры: [к 200-летию со дня рождения А. С. Пушкина] / Рос. акад. наук, Ин-т рус. лит. (Пушк. дом). — Санкт-Петербург : Наука, 1999. — 550 с. — С. 19—23
- Риза Господня и Россия // Духовный труженик: А. С. Пушкин в контексте русской культуры: [к 200-летию со дня рождения А. С. Пушкина] / Рос. акад. наук, Ин-т рус. лит. (Пушк. дом). — СПб.: Наука, 1999. — 550 с. — С. 28—44
- Методизм в России: История его распространения в XIX — нач. XX в. // Страницы. М., 1999. Т. 4. — № 4. — С. 545—558
- Архиепископ Таврический и Симферопольский Гурий [(Карпов); 1814—1882]. Архиеп. Гурий — сотрудник Пекинской миссии, переводчик Нового Завета на китайский язык // Мир Библии. М., 1999. — № 6. — С. 82-85
- Русская библейская археология в Палестине // Богословские труды. 1999. — № 35. — С. 64-91.
- Немецкая евангелическо-лютеранская церковь св. Петра. // Сборник «Немцы в России». СПб., 1999.
- Церковь Зимнего дворца // Православный летописец Санкт-Петербурга 2000. — № 3. — С. 79-95
- Смольный монастырь // Православный летописец Санкт-Петербурга. 2000. — № 4. — С. 65-78
- Рукописное наследие Святой горы: Свято-Павловский монастырь // Альфа и Омега: 2000. — № 4 (26) — С. 288—305.
- Рукописное наследие Св. Горы: Свято-Павловский монастырь (Ксиропотам) // Альфа и Омега. М., 2000. — № 4 (26). — С. 288—305
- Святыня трех религий (из истории межрелигиозных отношений) // Альфа и Омега. — 2001. — № 3 (29). — С. 323—337
- Андреевский флаг у берегов Палестины // Альфа и Омега. 2001. — № 2 (28). — С. 349—365
- Школы Православного Палестинского Общества в Назарете // Предание Церкви и предание Школы: Материалы Международной богословской конференции (Москва, 22-24 сентября 1999 г.). — М. : МВПХШ, 2002. — 328 с. — С. 34-44
- Епископ Порфирий (Успенский) и Эфиопская Церковь // Альфа и Омега. 2002. — № 1 (31). — С. 312—328
- На Святой Земле // Альфа и Омега. 2002. — № 2 (32). — С. 333—342
- Архимандрит Аввакум (Честной) — миссионер, дипломат, востоковед // Альфа и Омега. 2002. — № 4 (34). — С. 307—327; 2003. — № 1 (35) — С. 324—342
- Шведская лютеранская община в Петербурге. // Скандинавские чтения 2000 года. СПб., 2002.
- Василий Васильевич Болотов — богослов, историк, востоковед. (1853—1900). // Христианство в регионах мира. СПб., 2002.
- Афон и Русская Православная Церковь (обзор церковно-литературных связей). Часть II [библ. 435] // Богословские труды. 2002. — № 37. — С. 190—281.
- Св. Франциск Ассизский в русской культуре // Христианство и русская литература. — Сб. 4 / [Отв. ред. В. А. Котельников]. — 2002. — 535 с. — С. 497—534
- И. А. Гошкевич — миссионер, дипломат, востоковед // Материалы VIII международных Кирилло-Мефодиевских чтений, посвященных дням славянской письменности и культуры. ч. 1. кн. 1., М., 2003.
- Назарет. Храм Благовещения // Альфа и Омега. 2003. — № 3 (37). — С. 334—354
- «Евангелие от Варнавы» (проблемы христианско-мусульманских отношений) // Вера — Диалог — Общение : Проблемы диалога в церкви: Материалы Международной богословской конференции (Москва, 24-26 сентября 2003 г.). — М. : Свято-Филаретовский православно-христианский институт, 2004. — 462 с. — С. 448—462
- Россия и Корея : обзор церковных связей // Православие на Дальнем Востоке : сб. ст. — Вып. 4 / редкол.: М. Н. Боголюбов (отв. ред.), архимандрит Августин (Никитин); сост. Н. А. Самойлов. — 2004. — С. 123—163
- Россия и Гавайские острова (1820—1890-е годы) // Православие на Дальнем Востоке : сб. ст. — Вып. 4 / редкол.: М. Н. Боголюбов (отв. ред.), архимандрит Августин (Никитин); сост. Н. А. Самойлов. — 2004. — С. 184—238
- Крутой маршрут архиепископа : Михаил Мудьюгин прошёл путь от инженера до архиерея // Независимая газета. — 2005. — 2 марта. — С. 4.
- Русские паломники у Гроба Господня // Альфа и Омега. 2005. — № 3 (44). — С. 331—351
- Великая княгиня Анна Павловна (1795—1865) — королева Нидерландов // Альфа и Омега. 2005. — № 2 (43). — С. 333—349
- Риза Господня в России // Альфа и Омега. 2006. — № 2 (46). — С. 332—350; № 3 (47). — С. 354—368
- Св. Франциск Ассизский, Достоевский и восточное монашество // Достоевский : материалы и исслед. — Т. 18 / [редкол: Н. Ф. Буданова и И. Д. Якубович (отв. ред.) и др.]. — Санкт-Петербург : Наука, 2007. — 477. — С. 62-85.
- Студийский монастырь и древняя Русь (Из истории русско-византийских церковных связей) // Альфа и Омега.). 2008. — № 3 (53) — С. 332—345; 2009. — № 1 (54). — С. 320—345; 2009. — № 2 (55). — С. 364—379
- Русская Православная Церковь и Кипр // Альфа и Омега. 2010. — № 3 (59) — С. 356—376
- Изучение личности и творчества Бернарда Клервосского (1091—1153) в русской науке // Христианское чтение: научно-богословский журнал. — 2010. — № 1 (32). — С. 34-75
- Святыни Кипра. Ларнака — город святого Лазаря // Альфа и Омега: 2011. — № 3 (62). — С. 303—330
- Ислам в Норвегии // Скандинавские чтения 2012 года: этнографические и культурно-исторические аспекты / Рос. акад. наук, Музей антропологии и этнографии им. Петра Великого (Кунсткамера). — Санкт-Петербург : Кунсткамера, 2014. — С. 294—325
- Вспоминая митрополита Никодима // Небо: Журнал Санкт-Петербургской Духовной Академии. 2018. — № 2 (23). — С. 12-19

- Россия и США. Обзор церковных связей. Часть I—III. Миннеаполис. 1991.
- К Святой Земле под парусом «Надежды». Петрозаводск. 1992 (совместно с Виктором Георги).
- Православный Петербург в записках иностранцев. — СПб.: Издательский дом «Коло», 1995. — 224 с. — ISBN 5-87516-042-X.
- Методизм и православие. — СПб.: Светоч, 2001. — 223 с. — ISBN 5-901621-02-6.
- «Многие придут под именем моим …» : Сан Мен Мун и "Церковь объединения". — СПб.: Шандал, 2001. — 202 с. — ISBN 5-93925-015-7.
- Русские паломники у христианских святынь Египта. — СПб.: Издательский дом «Нева»; М.: «ОЛМА-ПРЕСС Гранд», 2003.
- Рон Хаббард и «Церковь сайентологии». — СПб.: Санкт-Петербургский православный институт религиоведения и церковных искусств, 2007. — 318 с. — ISBN 5-7320-0920-5.
- Церковь плененная. Митрополит Никодим (1929—1978) и его эпоха (в воспоминаниях современников). — СПб.: Издательство Санкт-Петербургского университета, 2008. — 676 с. — ISBN 978-5-288-04772-5.
  - Церковь плененная: митрополит Никодим (1929-1978) и его эпоха (в воспоминаниях современников). — СПб.: Научно-образовательное культурологическое о-во, 2014. — 674 с. — ISBN 978-5-905625-15-2.
- Ислам в Европе. — СПб.: ЦСО, 2009. — 656 с. — ISBN 978-5-88812-369-0.
- Святая Земля. — Издание Русской духовной миссии в Иерусалиме, 2011. — ISBN 978-5-904566-01-2.
- Китайский дракон и русский медведь. — СПб.: Издательство Русской христианской гуманитарной академии, 2011. — 398 с. — ISBN 978-5-88812-434-5.
- Афон и Русская православная церковь: (обзор церковно-литературных связей): к 1000-летию русского монашества на Святой Горе. — СПб.; М.: Святая Гора, 2015. — 304 с. — ISBN 978-5-902315-29-2.
- Храмы Невского проспекта: из истории инославных и православной общин Петербурга. — М., СПб.: Центрполиграф; Русская тройка-СПб, 2015. — 510 с. — ISBN 978-5-227-06018-1.
- Ислам в Германии. — СПб.: Восточный институт, 2015. — 478 с. — ISBN 978-5-9907497-0-2.
- Русское православие на Святой Земле. — Екатеринбург: ОМТА, 2016. — 533 с.